# Nothochlaena nivea
Nothochlaena nivea là một loài thực vật có mạch trong họ Pteridaceae. Loài này được Desv. mô tả khoa học đầu tiên năm 1813.